# Frekvensdomän

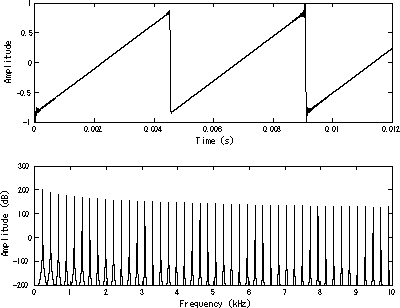
En sågtand i tidsdomän och i frekvensdomän.

Frekvensdomän, innebär att man analyserar matematiska och fysikaliska fenomen efter frekvens istället för efter tid. Det underlättar studiet av repetitiva fenomen, såsom ljudvågor. Fourieranalys är ett sätt att transformera från tidsdomänen till frekvensdomönen i syfte att förenkla ett uttryck. Till exempel kan en faltning, som är en ganska komplicerad operator i tidsdomänen, skrivas som en betydligt enklare multiplikation efter fouriertransformation. För att detta ska vara till någon nytta praktiskt krävs att man kan inverstransformera vilket gör att man hamnar tillbaka till tidsdomänen med ett förhoppningsvis enklare uttryck.